# مینگل
مینگل، روستایی است از توابع بخش صومای شمالی و جنوبی و در شهرستان ارومیه استان آذربایجان غربی ایران.

## جمعیت
این روستا در دهستان صومای شمالی قرار داشته و بر اساس سرشماری سال ۱۳۸۵ جمعیت آن ۳۱۵ نفر (۵۵ خانوار)
بوده‌است.